# Grube Anna
Die Grube Anna war ein Steinkohlebergwerk des Eschweiler Bergwerksvereins (EBV) in Alsdorf in der nordrhein-westfälischen Städteregion Aachen im Aachener Revier. Das Bergwerk war viele Jahre lang das größte Bergwerk im Aachener Revier.

## Grubenfeld und Geologie
Das Grubenfeld der Grube Anna hatte eine Fläche von 14,9 Quadratkilometern und befand sich unter dem Flüsschen Wurm. Die Wurmmulde ist im Zuge der variszischen Gebirgsbildung durch Faltungen entstanden. Das Karbon erreicht hier eine Mächtigkeit von 1500 bis 2100 Meter. Der Anteil der Flözmächtigkeit beträgt etwa vier Prozent. Es gibt etwa 40 bis 50 Flöze, die dicker als 15 Zentimeter sind.

### Mineralfunde
Die Grube Anna und die Bergehalden von Anna-I, -II und -Noppenberg sind bekannte Fundorte mit großer Vielfalt an Mineralen bzw. ihren Varietäten, die entweder als Begleitminerale in den Kohleflözen oder als Mineralneubildungen durch Haldenbrände entstanden. Bis 2013 wurden hier rund 60 Minerale aus allen Mineralklassen entdeckt. Bekannte Minerale aus diesen Fundstätten sind unter anderem:
- Elemente Schwefel, Selen
- Sulfide Chalkopyrit, Galenit, Markasit, Millerit, Pyrit, Siegenit, Sphalerit
- Halogenide Barberiit, Kremersit, Kryptohalit, Rosenbergit, Salmiak, Thermessait
- Oxide bzw. Hydroxide Hämatit, Lithargit, Quarz
- Carbonate Calcit, Dolomit, Siderit
- Borate Sassolin
- Sulfate Adranosit-(Fe), Alaun, Aluminopyracmonit, Alunogen, Ammoniojarosit, Ammonioalunit, Anhydrit, Baryt, Bassanit, Boussingaultit, Clairit, Copiapit, Gips, Godovikovit, Görgeyit, Halotrichit, Hexahydrit, Khademit, Lannonit, Letovicit, Mascagnin, Melanterit, Metavoltin, Millosevichit, Pickeringit, Pyracmonit, Rostit, Sabieit, Serizit, Sideronatrit, Tamarugit, Tschermigit, Voltait
- Phosphate, Arsenate bzw. Vanadate Annabergit
- Silikate Dickit
- Organische Verbindungen Ravatit

## Geschichte

### Planung
In der Mitte des 19. Jahrhunderts kam es wegen der verstärkten Nachfrage nach Steinkohle zu ersten Prospektionen in der östlichen Wurmmulde, nordöstlich der sogenannten Feldbiss-Störung. Dabei standen sich drei Bohrgesellschaften in Konkurrenz gegenüber. Die beiden jungen Steiger Wilhelm Sassenberg und Eduard Honigmann tätigten Anfang der 1840er Jahre die ersten Bohrungen östlich des Feldbisses. Die Vereinigungsgesellschaft und der Eschweiler Bergwerksverein machten Honigmann und seinem Partner Konkurrenz. Dem Eigentümer der Vereinigungsgesellschaft, dem Regierungsrat Theodor Jacob Brendt, gelang es, Honigmanns Partner Sassenberg abzuwerben. Honigmann fand neue Partner; sie gründeten die Gesellschaft Bölling, Honigmann und Schoeller. Allerdings waren diese ersten Bohrungen erfolglos, erst weitere Bohrungen erbrachten den gewünschten Erfolg: Bei einer Teufe von 43 Metern traf man in Hoengen und bei Alsdorf bei 85 Metern auf das erste bauwürdige Flöz. Im Jahr 1848 wurden vom Bergamt die Konzessionen für die Grubenfelder Anna und Maria erteilt. Honigmann und seine Partner erhielten das Feld Maria mit einer Größe von 1,74 km²; die Vereinigungsgesellschaft bekam das 14,9 km² große Feld Anna. Wenige Tage später, am 12. Juli 1848, wurde das Recht zum Betrieb eines Steinkohlenbergwerks an die Gesellschaft verliehen. Die Gesellschafter gaben dem neu zu bauenden Bergwerk den Namen Anna.

### Die Errichtung des Bergwerks
Im Jahr 1850 begann man auf Anna mit den Teufarbeiten für den ersten Schacht. Der Schacht erhielt den Namen Hermannschacht, die Teufarbeiten wurden unter der Leitung des Obersteigers Wilhelm Sassenberg durchgeführt. Aufgrund des geologisch problematisch aufgebauten Deckgebirges wurde der Schacht im Sackbohrverfahren erstellt. Für den Schachtausbau kamen Tübbinge zum Einsatz. Während der Teufarbeiten kam es mehrfach zu Schwimmsandeinbrüchen, sodass zunächst eine zweite und später auch eine dritte Tübbingsäule eingebracht werden musste. Diese Maßnahmen verringerten den Schachtdurchmesser von 3,1 Meter auf 2,4 Meter. Um das anfallende Grubenwasser heben zu können, wurde eine 40 PS starke Dampfmaschine installiert. Die Maschine war eine kombinierte Wasserhaltungs- und Fördermaschine. Die Fördermaschine erhielt eine Fördertrommel als Seilträger. Der Dampf zum Betrieb der Maschine wurden in einem Kesselhaus mittels drei Kesseln erzeugt.

### Die ersten Betriebsjahre

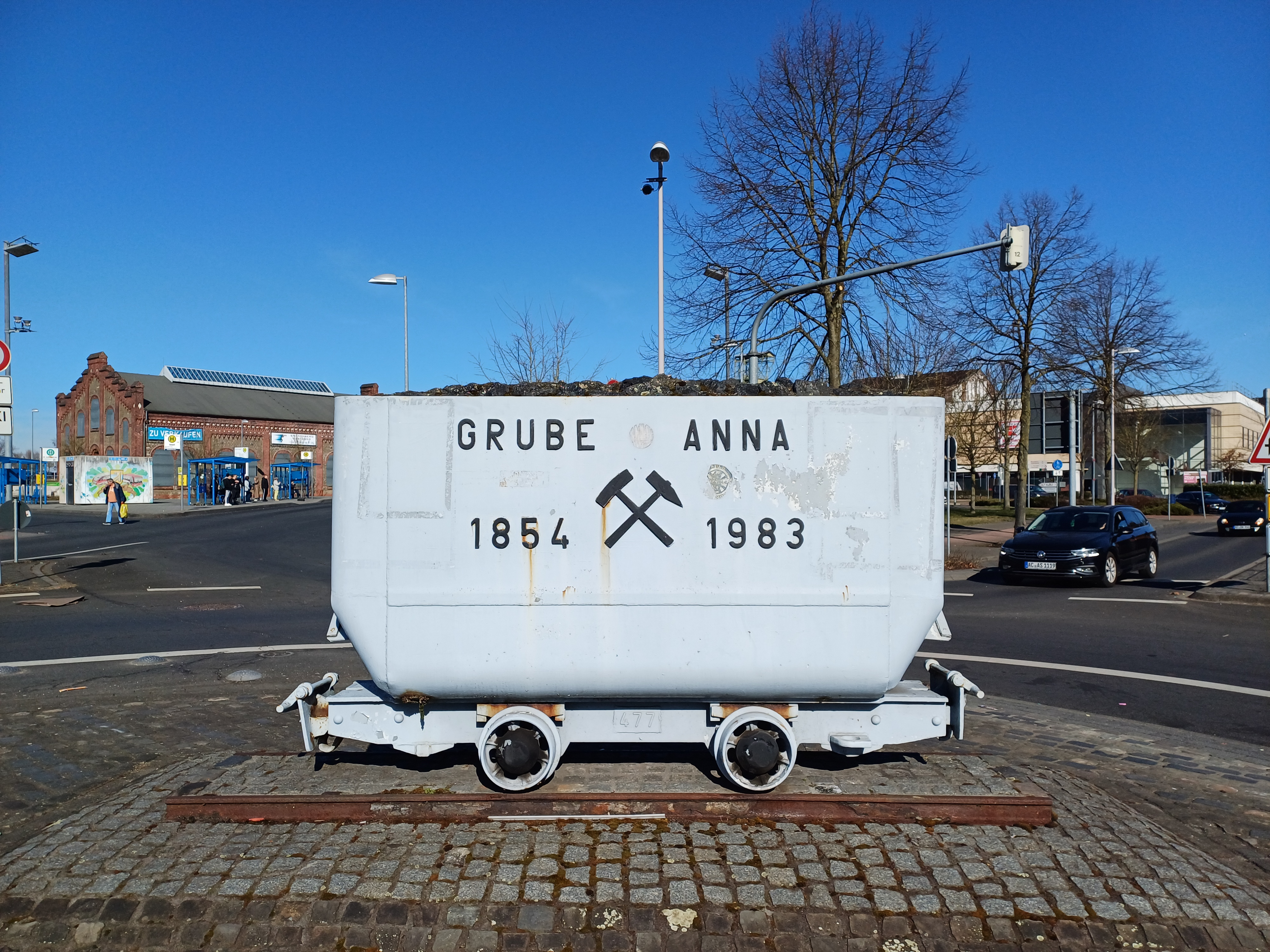
Gedenklore in der Alsdorfer Innenstadt

1854 wurde die erste Fettkohle gefördert. Die Kohlen wurden zunächst mittels Förderkübeln auf Fördergestellen zu Tage gefördert. Pro Kübel konnten 2 bis 2,25 Tonnen Rohkohle gefördert werden. Das Bergamt hatte in seiner Konzession eine Doppelschachtanlage zum Betrieb des Bergwerks zur Auflage gemacht. Wegen der Schachtquerschnittsverjüngung war dieses jedoch mit dem Hermannschacht nicht mehr möglich. Aus diesem Grund musste man einen zweiten Schacht abteufen. Es wurde nun der Josefsschacht auf dem Gelände von Anna I angesetzt. Der Abstand zum Hermannschacht betrug rund 65 Meter. Aufgrund des problematischen Deckgebirges wurde auch der Schacht 2 mit Tübbingen ausgebaut. Der Durchmesser des Schachtes betrug dabei 2,06 Meter. Um die anfallenden Grubenwässer zu heben, wurde eine 250 PS starke Wasserhaltungsmaschine installiert und im Jahr 1855 in Betrieb genommen. Bereits nach sechs Monaten wurde der Schacht 2 in einer Teufe von 150 Metern mit der ersten Sohle durchschlägig. Im Jahr 1862 wurde auf dem Bergwerk eine Kokerei in Betrieb genommen. Am 10. Oktober 1863 übernahm der EBV die Grube und baute sie in den Folgejahren weiter aus. Aufgrund des steigenden Absatzes an Fettkohle entschloss man sich von Seiten des EBV, einen zweiten Förderstandort zu errichten. Dieser erhielt den Namen Anna II. Im Jahr 1865 wurde mit dem Bau begonnen; hierfür wurden die Tagesanlagen errichtet und die ersten Maschinen installiert. Im Jahr 1868 wurde eine neue Wasserhaltungsmaschine mit einer 18-zölligen Pumpe in Betrieb genommen. Außerdem wurde über der 73-Lachter-Sohle ein Durchschlag zwischen dem Wilhelmschacht und den Grubenbauen des alten Schachtes geschaffen.

### Der weitere Ausbau des Bergwerks

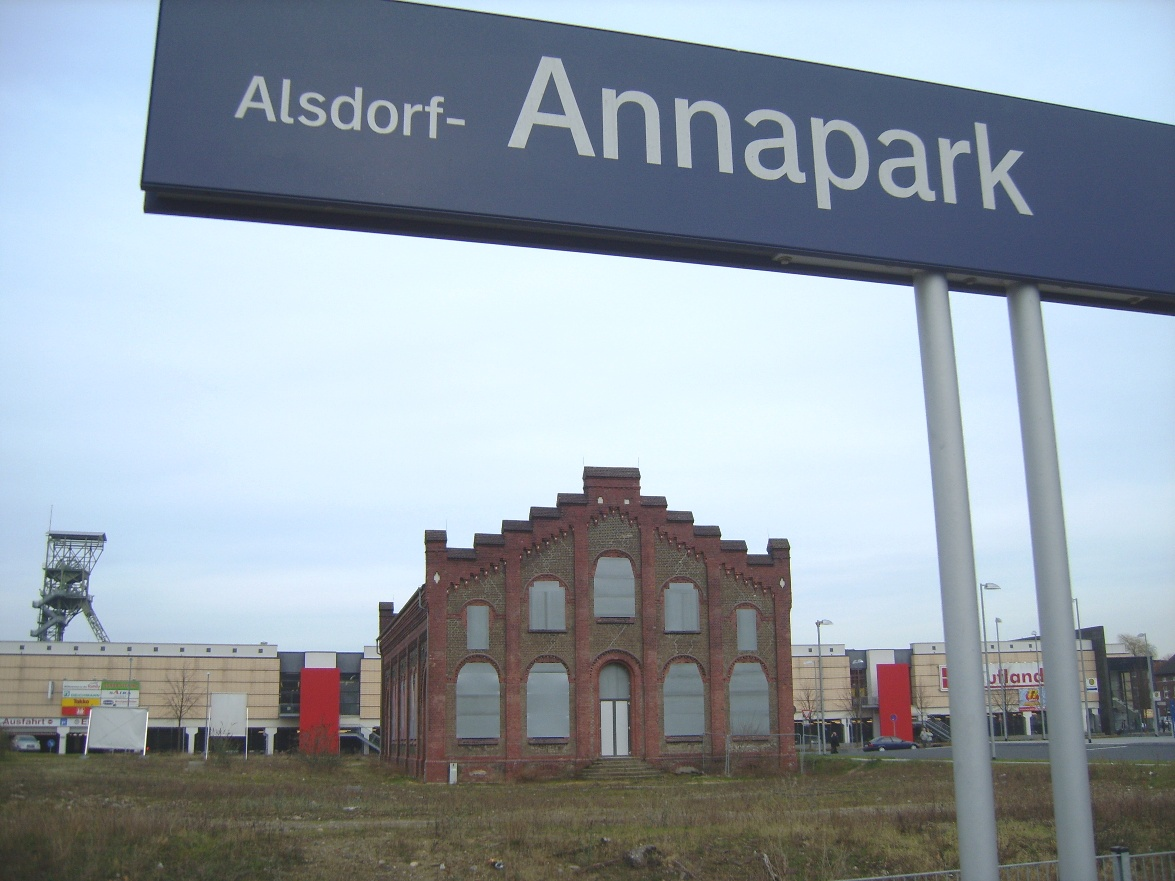
Annapark mit Zechendenkmälern

Im Jahr 1869 wurde auf dem Standort Anna I mit den Teufarbeiten für den Franzschacht begonnen. Der Schacht wurde in einer Entfernung von 40 Lachtern nördlich vom Annaschacht angesetzt. Der Schacht wurde 70 Fuß im schwimmenden Gebirge abgeteuft. Im Jahr darauf wurden von der Grube Anna regelmäßig eine bedeutende Menge Fettkohlen an die Fabriken in Stolberg und Eschweiler geliefert. Grund hierfür war, dass die Bergwerke des Inde-Reviers keine genügenden Mengen fördern konnten, um den Bedarf der Fabriken zu decken. Der EBV ließ die Grube Anna ab dem Jahr 1870 weiter ausbauen. Ziel dieser Ausbaumaßnahmen war es, dass das Bergwerk die gesamte Förderung des EBV übernehmen könnte. Im Jahr 1871 erhielt das Bergwerk einen Eisenbahnanschluss der Rheinischen Eisenbahn zum Bahnhof Stolberg. Ab dem Jahr 1872 wurde über diese Bahn nicht nur Kohle transportiert, sondern auch Personen befördert. Im Jahr 1875 wurde das Bergwerk an die Aachener Industriebahn angeschlossen, dies ermöglichte dem Bergwerk eine unmittelbare und auch günstigere Verbindung mit den Industriebetrieben Aachens. Im Jahr 1878 wurde auf Anna I eine Kohlenwäsche errichtet. Im Jahr 1881 erreichte der Wilhelmschacht eine Teufe von 251 Metern. Im Jahr 1885 wurde der Franzschacht für die Seilfahrt freigegeben. Unter Tage wurden weitere Ausrichtungsarbeiten und Vorrichtungsarbeiten auf der 153-, der 192-, der 245- und der 252-Meter-Sohle durchgeführt. Vom Franzschacht ausgehend wurde über einen 147 Meter langen Querschlag die Hauptförderstrecke in Flöz A1 angebunden. Auf der 245 Meter-Sohle erreichte der Hauptquerschlag nach Norden in diesem Jahr eine Auffahrungslänge von 2560 Metern. Über Tage wurde die Schwebebahn für den Abtransport des Kohlenstaubes zu den Kokskohletürmen fertiggestellt.
Im Jahr 1901 wurde ein Liefervertrag mit den Röchling-Werken in Völklingen an der Saar abgeschlossen. Der Vertrag war auf zehn Jahre befristet und sicherte dem Bergwerk einen Absatz von 250.000 Tonnen Koks pro Jahr. Im Jahr 1903 wurde die erste Batterie der neuen Kokerei Anna in Betrieb genommen. Aufgrund weiterer Verträge mit der Eisenindustrie im heutigen Saarland, in Lothringen und in Luxemburg musste die Koksproduktion erhöht werden. Im Jahr 1904 begann man auf dem Baufeld Anna II mit den Teufarbeiten für den Eduardschacht. Der Schacht wurde benannt nach dem Aufsichtsratsvorsitzenden Eduard von Oppenheim und zunächst bis zur 225-Meter-Sohle geteuft. Im Jahr 1907 wurde auf dem Eduardschacht die erste elektrisch betriebene Fördermaschine in Betrieb genommen. Im Jahr 1911 wurde eine zweite Kokerei fertiggestellt. Die beiden Kokereien standen zwar nahe beieinander, wurden jedoch betrieblich voneinander getrennt geführt. Insgesamt wurden 402 Öfen in sieben Batterien betrieben, außerdem noch Nebenproduktionsanlagen für Benzol und Ammoniak. Das beim Verkokungsprozess entstandene Kokereigas wurde in einer eigenen Gasmaschinenzentrale in neun Gasturbinen mittels Generatoren in Strom umgewandelt. Die Generatoren konnten maximal 9 Megawatt Strom erzeugen. Die Kokerei war damals eine der größten in Europa. Im selben Jahr wurde am Eduardschacht die zweite elektrische Fördermaschine in Betrieb genommen. Am 29. November 1917 geriet eine benzolgetriebene Grubenlok unter Tage in Brand; 800 Meter hölzerner Streckenausbau brannten. Das Feuer wurde durch den Luftzug der Bewetterung weiter angefacht. Unmittelbar starben bei diesem Grubenunglück 58 Bergleute, darunter 17 russische Kriegsgefangene. Schätzungsweise 60 Kumpel erlagen später ihren Verletzungen und Brandvergiftungen. Im Jahr 1921 wurde auf Anna I mit den Teufarbeiten für den Hauptschacht begonnen. Der Schacht wurde im Gefrierverfahren erstellt. Im Jahr 1922 wurde das Fördermaschinenhaus für den Hauptschacht Anna I erbaut. Im Jahr 1923 erreichte der Hauptschacht in einer Teufe von 360 Metern die Hauptfördersohle. Im Jahr 1925 begann man, auf Anna I im Bereich der heutigen Bahnhofstraße eine Lkw-Einfahrt zu erstellen. Ab dem Jahr 1927 begann man, auf der Kokerei Anna eine Ferngasanlage zu erbauen. Das überschüssige Kokereigas sollte dadurch an die Städte in der näheren Umgebung geliefert werden. Im Jahr 1930 wurde die Lkw-Einfahrt auf Anna I fertiggestellt. Mitten in der Aufbauphase des Bergwerks ereignete sich im Jahr 1930 ein schweres Grubenunglück.

### Das Grubenunglück 1930 und die Folgen

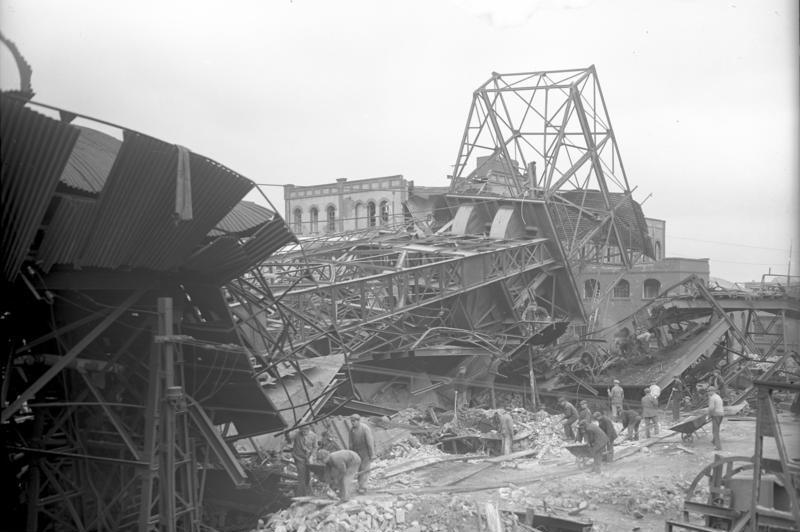
Das Unglück von 1930

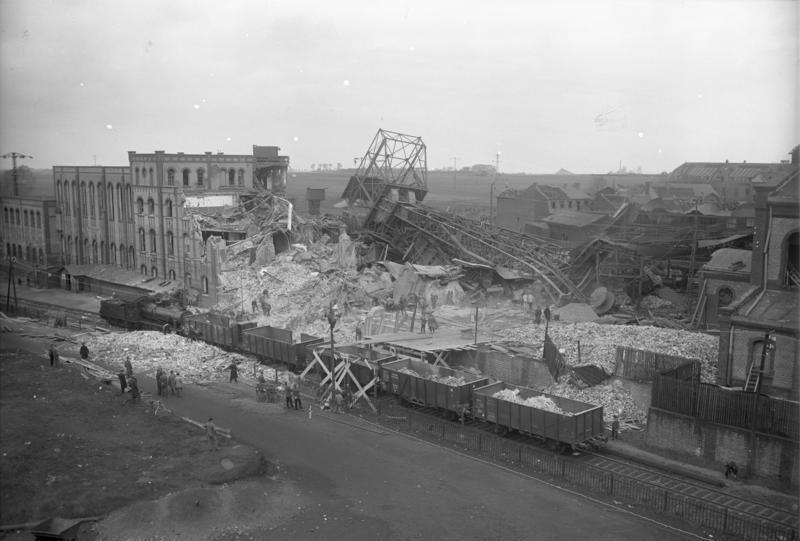
Das Unglück von 1930

Am 21. Oktober 1930 kam es auf Schacht Anna II zum schwersten Grubenunglück in der Bergbaugeschichte des Aachener Reviers. Dabei starben insgesamt 299 Bergleute: 271 wurden unmittelbar getötet, weitere 28 erlagen später ihren Verletzungen. Viele von ihnen starben durch die Brandschwaden. 304 Menschen wurden verletzt, einige von ihnen schwer. Nach offiziellen Meldungen wurden außerdem 34 bis 35 Personen vermisst. Die Schlagwetterexplosion ereignete sich im Bereich des Eduardschachtes (Anna II). Um 7:29 Uhr entzündeten sich auf der 360-Meter-Sohle schlagende Wetter. Die anschließende Schlagwetterexplosion war so gewaltig, dass sie die Erde erbeben ließ und man die Erschütterungen noch über Tage bemerkte. Wenig später schoss eine mehrere Meter hohe Flamme aus dem Eduardschacht. Die Wirkung der Detonation war so heftig, dass der Förderturm aus den Betonfundamenten gerissen wurde und umstürzte. Das Fördergerüst stürzte beim Umfallen auf das Kauen- und Verwaltungsgebäude und zertrümmerte es. In der umliegenden Bergarbeitersiedlung wurden durch den Druck der Detonation Wohngebäude beschädigt. Unter Tage wurden auf den Sohlen die Hauptwetterwege beschädigt. An den Füllörtern verursachte die Explosion ebenfalls starke Schäden. Auf der 360-Meter-Sohle entstanden bis zu 300 Meter lange Brüche. Die genaue Ursache des Grubenunglücks konnte nie geklärt werden. Die Untersuchung ergab, dass an der Unglücksstelle zuvor keine Schlagwetteransammlungen wahrgenommen wurden.
An der Beerdigungs- und Trauerfeier am 25. Oktober nahmen etwa 150.000 Menschen teil. Zur Erinnerung an die Toten wurde in der Eifel das Alsdorfer Bergmannskreuz errichtet.

### Der weitere Betrieb

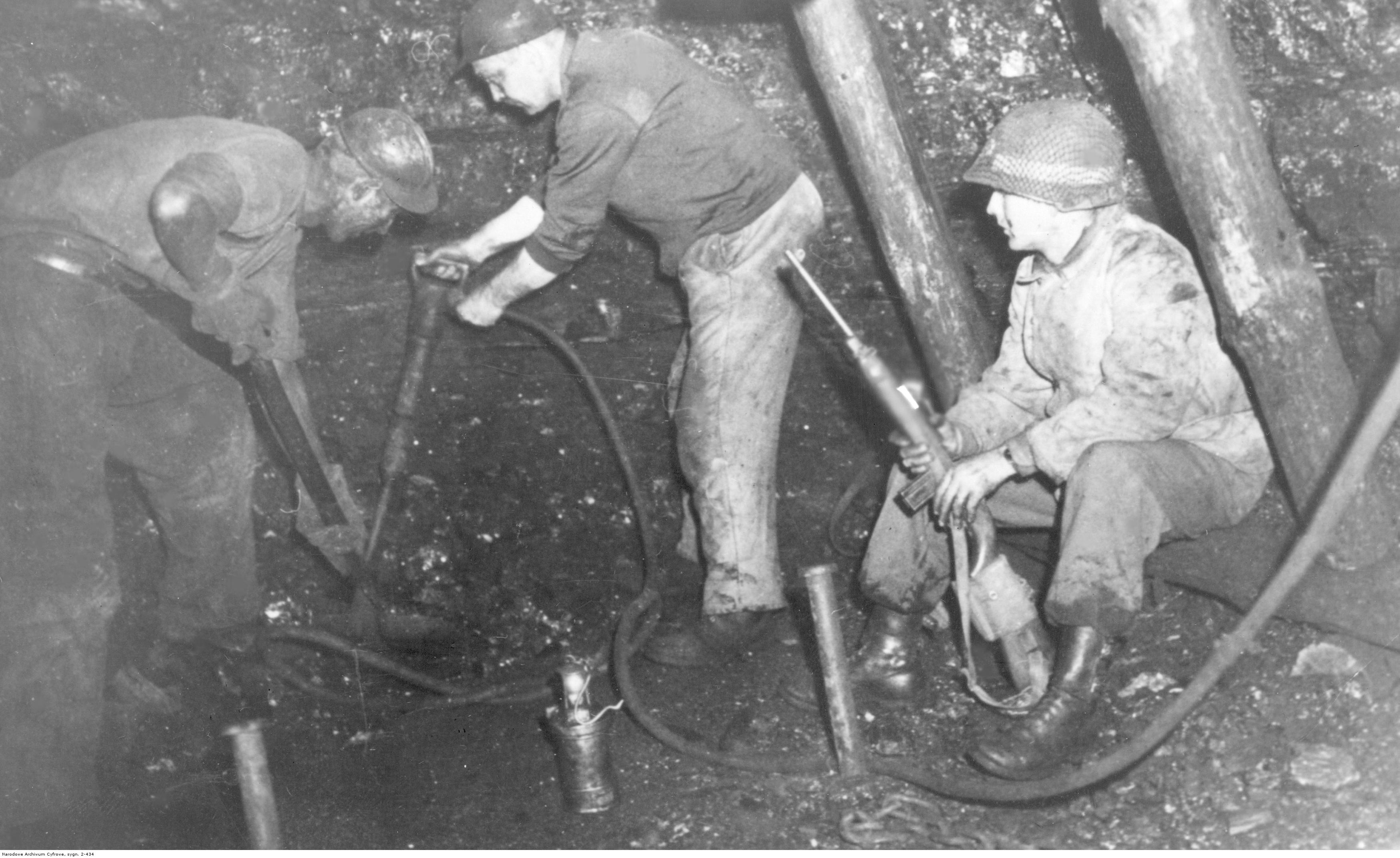
Bergleute bauen 1944 unter Bewachung eines US-Soldaten Kohle ab.

Im Jahr 1931 wurde die Ferngasanlage fertig gestellt. Im selben Jahr erhielt die Fördermaschine auf Anna II einen mechanisch angetriebenen Teufenzeiger und für den Fördermaschinisten wurde der Arbeitsplatz mit einer Sitzgelegenheit nachgerüstet. Im Jahr 1935 wurde auf Anna I das östliche Fördermaschinengebäude errichtet. Während des Zweiten Weltkrieges blieb das Bergwerk von Luftangriffen weitgehend verschont. Es wurde von mehreren Granateinschlägen getroffen. Durch einen Treffer wurde das Kesselhaus beschädigt, was die Stromerzeugung unterbrach. Außerdem wurde die Wasserhaltung unterbrochen. Dies führte dazu, dass die 610-Meter-Sohle etwa 15 Meter unter Wasser stand. Der Betrieb wurde mit einer Notbelegschaft weitergeführt. Im Jahr 1944 erging der Befehl des NS-Regimes, alle Industrieanlagen zu zerstören, damit sie nicht in Feindeshand kämen. Im August 1944 beschlossen die Bergwerksdirektoren des Aachener Reviers auf einer Sitzung, die Bergwerke unter allen Umständen zu halten. Der Bergwerksdirektor der Grube Anna, Günther Venn, wurde von einem Kommando der Rüstungsinspektion der NSDAP verhaftet, aber kurz darauf nach einer Fürsprache der Kreisleitung wieder freigelassen. Um nicht wieder in Haft zu kommen, ließ er zwei unbedeutende Turbinen stilllegen. Am 7. Oktober 1944 wurde die Grube Anna von amerikanischen Truppen besetzt. Am 21. Januar des Jahres 1945 kam es auf Anna zu einem erneuten Unglück. Durch eine Explosion von überaltertem Sprengstoff starben 21 Bergleute. Nach dem Ende des Zweiten Weltkrieges nahm das Bergwerk schon bald den Betrieb wieder auf. Im Jahr 1951 begann man, die Anlagen Anna I und Anna II zu einem Verbundbergwerk zusammenzulegen.
Im Jahr 1952 wurde über dem Franzschacht ein 70 Meter hoher Betonförderturm errichtet. Im Jahr 1953 war der Verbund von Anna I und Anna II vollzogen; die Grube Anna war damit das größte Bergwerk im Wurmrevier. Ab dem Jahr 1954 wurde die gesamte Kohle über den Franzschacht als zentralen Förderschacht gefördert. Die geförderten Kohlen wurden in der Kohlenwäsche am Standort Anna I aufbereitet. Die Kohlenwäsche von Anna II wurde von der Grube Emil Mayrisch genutzt. Der Eduardschacht wurde ab diesem Zeitpunkt nur noch für die Seilfahrt genutzt. Anna war neben der Grube Carl Alexander auch das einzige Bergwerk im Aachener Revier, auf dem nach Ende des Zweiten Weltkriegs noch Koks erzeugt wurde. Die Kokereien der Grube Carolus Magnus und der Grube Reserve waren nach der Zerstörung während des Krieges nicht wieder aufgebaut worden. In den folgenden Jahren wurde die Kokerei auf Anna modernisiert. Zunächst wurde die Kokerei noch im Jahr 1954 mit 38 neuen Koksöfen und dann im Jahr 1957 mit weiteren 94 neuen Öfen ausgerüstet. Im Jahr 1957 machte sich die Krise des deutschen Steinkohlenbergbaus auch auf der Grube Anna bemerkbar: die Förderung stagnierte. Im Jahr 1961 wurde die Lkw-Einfahrt an der Bahnhofstraße umgebaut. Bei den Bauarbeiten fand man den alten Lochstein des Bergwerks. Für den übertägigen Transport erhielt die Grube Anna ein ausgedehntes Gleisnetz. Für Rangier- und Fördertätigkeiten wurden im Laufe der Jahre mehrere Dampfloks und später auch Dieselloks betrieben. Ab dem Jahr 1963 wurde begonnen, den Haupt-, den Eduard- und den Franzschacht bis zur neuen Hauptfördersohle tiefer zu teufen. Die Sohle lag in einer Teufe von 860 Metern, die Teufarbeiten waren im Jahr 1968 beendet. Im Jahr 1972 wurde die Grube Adolf mit der Grube Anna konsolidiert. Um die im Baufeld Adolf abgebauten Kohlen von Adolf nach Anna zu fördern, wurde auf der 860-Meter-Sohle eine Strecke zwischen beiden Bergwerken aufgefahren.

### Die letzten Jahre bis zur Stilllegung
In der Mitte der 1970 wuchsen die Haldenbestände von Kohle und Koks auf dem Werksgelände der Grube Anna deutlich. Nach der ersten Ölpreiskrise 1973/74 war die Wirtschaftslage in vielen Industrieländern schlecht; Inflation und Stagnation (zusammen Stagflation genannt) machten den Volkswirtschaften zu schaffen. Der Vorstand des EBV beschloss weitere Rationalisierungsmaßnahmen. Die beiden noch verbliebenen Bergwerke Anna und Emil Mayrisch sollten zu einem Verbundbergwerk vereinigt werden. Im Jahr 1979 begann man mit der Auffahrung einer Verbindungsstrecke zwischen beiden Bergwerken. Diese Strecke hatte eine Länge von fast sechs Kilometern und wurde auf der 860-Meter-Sohle aufgefahren. Um die Kohlen aus dem Baufeld Anna nach Emil Mayrisch zu fördern, wurde eine Bandstraße für die Kohleförderung installiert. Das Bergwerk wurde nun mit der Grube Emil Mayrisch vereinigt. Am 31. Dezember 1983 wurde die eigenständige Kohleförderung auf Anna eingestellt. Die im Baufeld Anna abgebauten Kohlen wurden anschließend unter Tage bis zum Förderstandort von Emil Mayrisch gefördert. Dort wurden die Kohlen zu Tage gefördert und in der Kohlenwäsche von Emil Mayrisch aufbereitet. Die Aufbereitungsanlagen von Anna wurden anschließend abgerissen. Anna diente nur noch als Fahr- und Wetterschacht. Im Winter des Jahres 1985 wurden große Teile der Kohleverladung abgerissen. Anfang des Jahres 1987 wurde ein Gutachten veröffentlicht, das eine Ausdehnung des Bergwerks in nördlicher Richtung für unwirtschaftlich hielt. Gründe dafür waren massive geologische Verwerfungen und die geringe Mächtigkeit der dort anstehenden Flöze. Trotz hoher Subventionen konnte das Bergwerk nicht mehr konkurrenzfähig betrieben werden. Am 30. Oktober 1992 wurde mit der Schließung des Verbundbergwerkes Emil Mayrisch auch der Betrieb auf Feld Anna beendet. Verwaltungsgebäude, die Kaue, das Fördermaschinengebäude und das Schmiedegebäude blieben erhalten; die übrigen Tagesanlagen auf Anna II wurden in den folgenden Jahren abgerissen.

## Förderung und Belegschaft
Die ersten bekannten Förderzahlen stammen aus dem Jahr 1855. Damals wurden 26.000 Tonnen Steinkohle gefördert. Im Jahr 1860 wurden 61.000 Tonnen Steinkohle gefördert. Im Jahr 1863 waren 531 Beschäftigte auf dem Bergwerk; sie förderten 499.062 preußische Tonnen Steinkohle. Im Jahr 1865 wurden 132.000 Tonnen Steinkohle gefördert, 1870 149.000 Tonnen und 1877 160.000 Tonnen (mit 670 Beschäftigten). 1880 wurden 238.000 Tonnen Steinkohle gefördert, 1890 380.000 Tonnen, 1895 451.000 Tonnen, 1900 632.000 Tonnen und 1910 953.200 Tonnen. Nachdem die Förderung in den Jahren 1915 auf 751.600 und 1920 auf 648.000 Tonnen Steinkohle gesunken war, stieg sie im Jahr 1925 wieder an auf 915.000 Tonnen Steinkohle. 1945 wurden 234.700 Tonnen gefördert.
Nach dem Zweiten Weltkrieg stieg die Förderung bald wieder an. Im Jahr 1953 förderten 6653 Beschäftigte 6500 Tonnen Steinkohle pro Tag. 1955 förderte man 1.738.700 Tonnen Steinkohle, 1960 1.882.600 Tonnen, 1965 1.749.500 Tonnen, 1970 1.673.000 Tonnen Steinkohle und 1975 1.977.200 Tonnen (das Fördermaximum). 1980 förderte man 1.629.900 Tonnen Steinkohle und 1982 1.642.800 Tonnen.

## Nachfolgenutzung und heutiger Zustand
Nach der endgültigen Schließung der Grube Anna und dem Abriss der fast 130 Gebäude stand man vor der Frage der Nachnutzung des Bergwerksgeländes. Im Jahr 1994 wurde von der Stadt Alsdorf der städtebauliche Rahmenplan Anna verabschiedet und 1995 übernahm das Land Nordrhein-Westfalen als neuer Eigentümer das Gelände. Nach der Sanierung des Geländes wurde auf dem Areal der Annapark eingerichtet. Auf einem Teil des Geländes von Anna II sollte das Bergbaumuseum Grube Anna eingerichtet werden. Die Rangierloks wurden teilweise auf noch bestehende Bergwerke des EBV transportiert und dort eingesetzt. Bei den Delmenhorst-Harpstedter Eisenbahnfreunden (DHEF) in der Nähe von Bremen ist seit 2001 die ehemalige Werklok Anna 4 in Betrieb. Sie befördert dort die Museumsbahnzüge auf der Strecke zwischen Harpstedt und Delmenhorst.

### Annapark

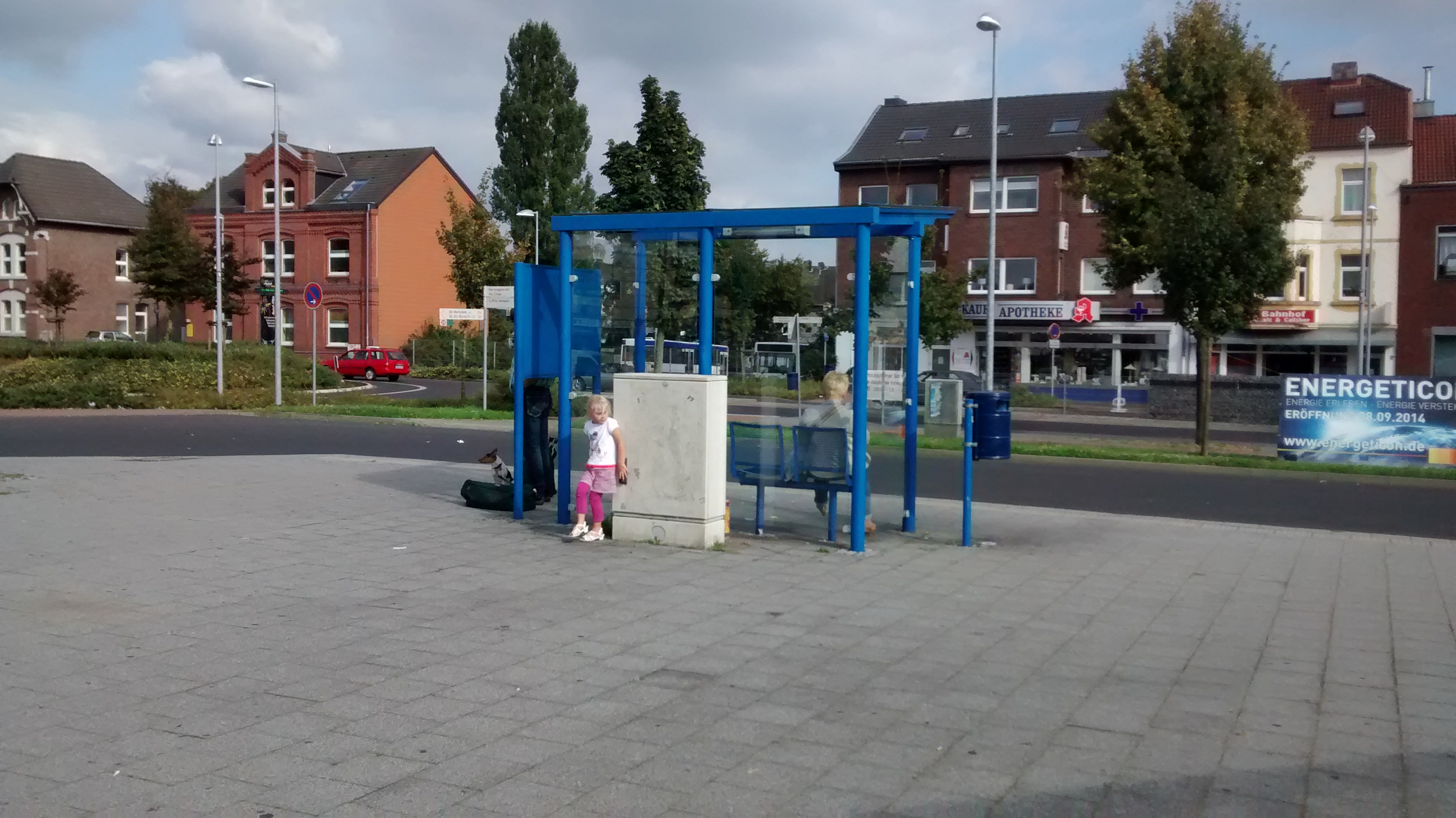
Busbahnhof am Annapark im September 2014

In den folgenden Jahren wurde das Zechengelände in das neue Stadtquartier Annapark mit neuen Geschäfts-, Wohn- und Gewerbegebieten umgewandelt. An die Alsdorfer Bergbaugeschichte erinnern nurmehr die Bergehalden, ein als Denkmal stehengelassenes Fördergerüst und einige teils denkmalgeschützte Betriebsgebäude. Auf einem großen Teil des ehemaligen Grubengeländes befinden sich mittlerweile Freizeitanlagen (wie der zentrale Annapark), Wohnbauflächen sowie ein Gewerbepark und ein Einkaufszentrum. Ebenso wurden soziale Einrichtungen wie eine Kindertagesstätte, eine Grundschule sowie eine Einrichtung des Vinzenz-Heimes aus Aachen, angesiedelt.
Mittlerweile hat die Bushaltestelle Annapark die Funktion eines zentralen Omnibusbahnhofs für Alsdorf übernommen. Von hier verkehren die AVV-Buslinien 28, 29, 51, 69, 89, 90, X51 und 433, den Stadtbuslinien AL1, AL2, AL3 und AL5, sowie der Nachtexpresslinie N9. Zuvor war die Haltestelle Denkmalplatz der zentrale Umsteigepunkt.
| Linie | Betreiber | Verlauf |
| ----- | --------- | --- |
| 28    | ASEAG     | Alsdorf-Annapark – Schaufenberg – Siedlung Ost – Mariadorf – Hoengen – Warden – Kambach – Kinzweiler – Hehlrath – Röhe – Eschweiler Bushof – Rathaus – Herz-Jesu-Kirche – Weisweiler – Hücheln (– Langerwehe Bf – Langerwehe Schulzentrum)                                                        |
| 29    | ASEAG     | (Alsdorf KuBiZ –) Alsdorf-Annapark – Schaufenberg – Siedlung Ost – Blumenrath / Hoengen – Mariadorf |
| 51    | ASEAG     | Waldfriedhof – Burtscheid – Aachen Hbf – Elisenbrunnen – Aachen Bushof – STAWAG – Carolus Thermen – Alter Tivoli – Scherberg – Würselen – Schleibacher Hof – Alsdorf-Annapark – Neuweiler – Oidtweiler – (Carl-Alexander-Park → Baesweiler Reyplatz →/ Setterich)                                 |
| 69    | ASEAG     | Alsdorf-Annapark – (Busch –) Zopp – Noppenberg – Nordstern – Bierstraß – Herzogenrath Bf |
| 89    | ASEAG     | Alsdorf-Annapark – Zopp – Noppenberg – Nordstern – Merkstein – Herzogenrath Bf (– Herzogenrath Schulzentrum) |
| 90    | ASEAG     | Alsdorf-Annapark – Schaufenberg – Bettendorf – Siersdorf – Dürboslar – Aldenhoven |
| X51   | ASEAG     | Expressbus: Elisenbrunnen – Aachen Bushof – STAWAG – Alter Tivoli – Scherberg – Würselen – Alsdorf-Annapark – Neuweiler – Oidtweiler – (Carl-Alexander-Park – Baesweiler Reyplatz) / (← Setterich)                                                                                                |
| 433   | west      | Palenberg Bf – Palenberg – Übach – Boscheln – Alsdorf-Annapark |
| AL1   | ASEAG     | Alsdorf-Annapark – Kellersberg – Ofden – Euchen – Broich – Neusen |
| AL2   | ASEAG     | Alsdorf-Annapark – Busch Bf |
| AL3   | ASEAG     | (Alsdorf KuBiz –) Alsdorf-Annapark – Ofden – Kellersberg – Siedlung Ost – Alsdorf-Annapark |
| AL5   | ASEAG     | Duffesheide (→ Reifeld) – Ofden – (Kellersberg –) Alsdorf-Annapark |
| N9    | ASEAG     | Nachtexpress: nur in den Nächten vor Samstagen sowie Sonn- und Feiertagen Elisenbrunnen – Aachen Bushof (→ Liebigstr. → Haaren) / (←Alter Tivoli ← Scherberg ← Würselen ← Alsdorf) – Weiden – Vorweiden – Linden-Neusen – Broicher Siedlung – Alsdorf-Mariadorf – Siedlung Ost – Alsdorf Annapark |

### Bahnhof Alsdorf-Annapark

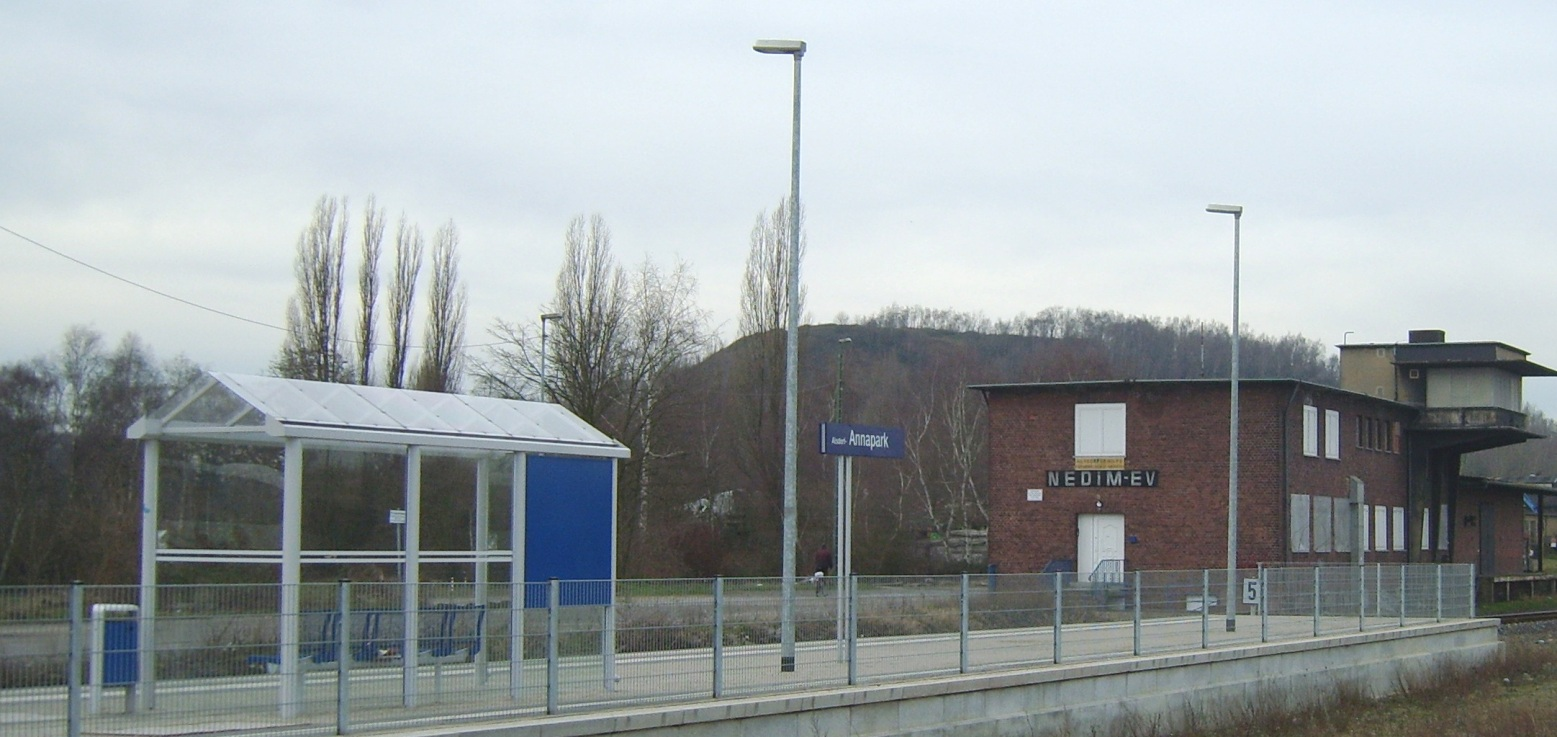
Haltepunkt mit ehemaligem Stellwerk

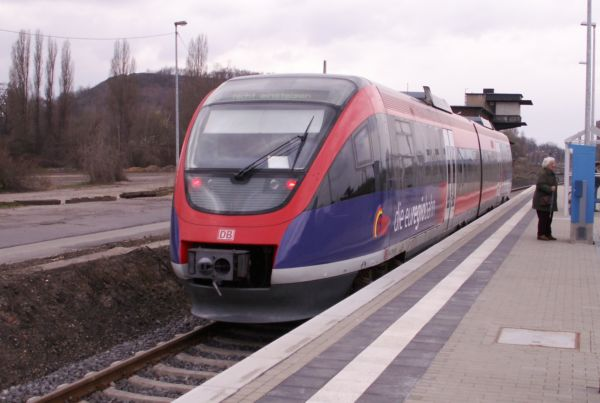
Euregiobahn in Alsdorf-Annapark

Alsdorf-Annapark war von Dezember 2005 bis zum 10. Dezember 2011 Endhaltepunkt der Euregiobahn aus Richtung Herzogenrath. Der Bahnhof an der Bahnstrecke Stolberg–Herzogenrath war zunächst ein eingleisiger Haltepunkt. Er ist barrierefrei und ausgestattet mit gläsernen Wartehäuschen, Fahrkartenautomaten, Blindenleitsystem und sanitärer Anlage. Am Bahnhof kommen alle Alsdorfer Buslinien zusammen, welche den vorherigen Rendezvouspunkt Alsdorf Denkmalplatz bedienten. Ein zweites Gleis wurde bis zum 30. März 2008 fertiggestellt. Am 11. Dezember 2011 wurde Alsdorf-Annapark mit der Verlängerung der Euregiobahn bis Alsdorf-Poststraße zum zweigleisigen Bahnhof. Der vollständige Wiederaufbau der Strecke bis Stolberg ist im Juni 2016 realisiert worden. Neben Alsdorf-Busch ist es der zweite Bahnhof, der in Alsdorf betriebsbereit war.
| Linie | Verlauf | Takt                                                                         |
| ----- | --- | ---------------------------------------------------------------------------- |
| RB 20 | Euregiobahn: Stolberg (Rheinl) Hbf – Eschweiler-St. Jöris – Alsdorf-Poststraße – Alsdorf-Mariadorf – Alsdorf-Kellersberg – Alsdorf-Annapark – Alsdorf-Busch – Herzogenrath August-Schmidt-Platz – Herzogenrath-Alt-Merkstein – Herzogenrath – Kohlscheid – Aachen West – Aachen Schanz – Aachen Hbf – Aachen-Rothe Erde – Eilendorf – Stolberg (Rheinl) Hbf hier Flügelung; Zugteil 1: – Eschweiler-West – Eschweiler Talbahnhof/Raiffeisenplatz – Eschweiler-Nothberg – Eschweiler-Weisweiler – Langerwehe – Düren; Zugteil 2: – Stolberg (Rheinl) Hbf (Gleis 27) – Stolberg-Schneidmühle – Stolberg Mühlener Bahnhof – Stolberg-Rathaus – Stolberg-Altstadt (aufgrund von Hochwasserschäden fahren die Züge nur bis Stolberg Rathaus. Schienenersatzverkehr findet weiterhin zwischen Stolberg Hbf und Eschweiler Talbahnhof statt) Stand: 30. April 2023 | 60 min (Stolberg Hbf–St. Jöris–AL-Annapark) 30 min 60 min (Langerwehe–Düren) |

### Energeticon
Im Rahmen der Euregionale 2008 wurden die Gebäude, Fördermaschinenhaus Eduardschacht, Schmiede und Kaue umgenutzt. Im historischen Fördermaschinenhaus entstand ein Veranstaltungshaus. Das Erlebnismuseum wurde am 8. September 2014 eröffnet.

## Galerie

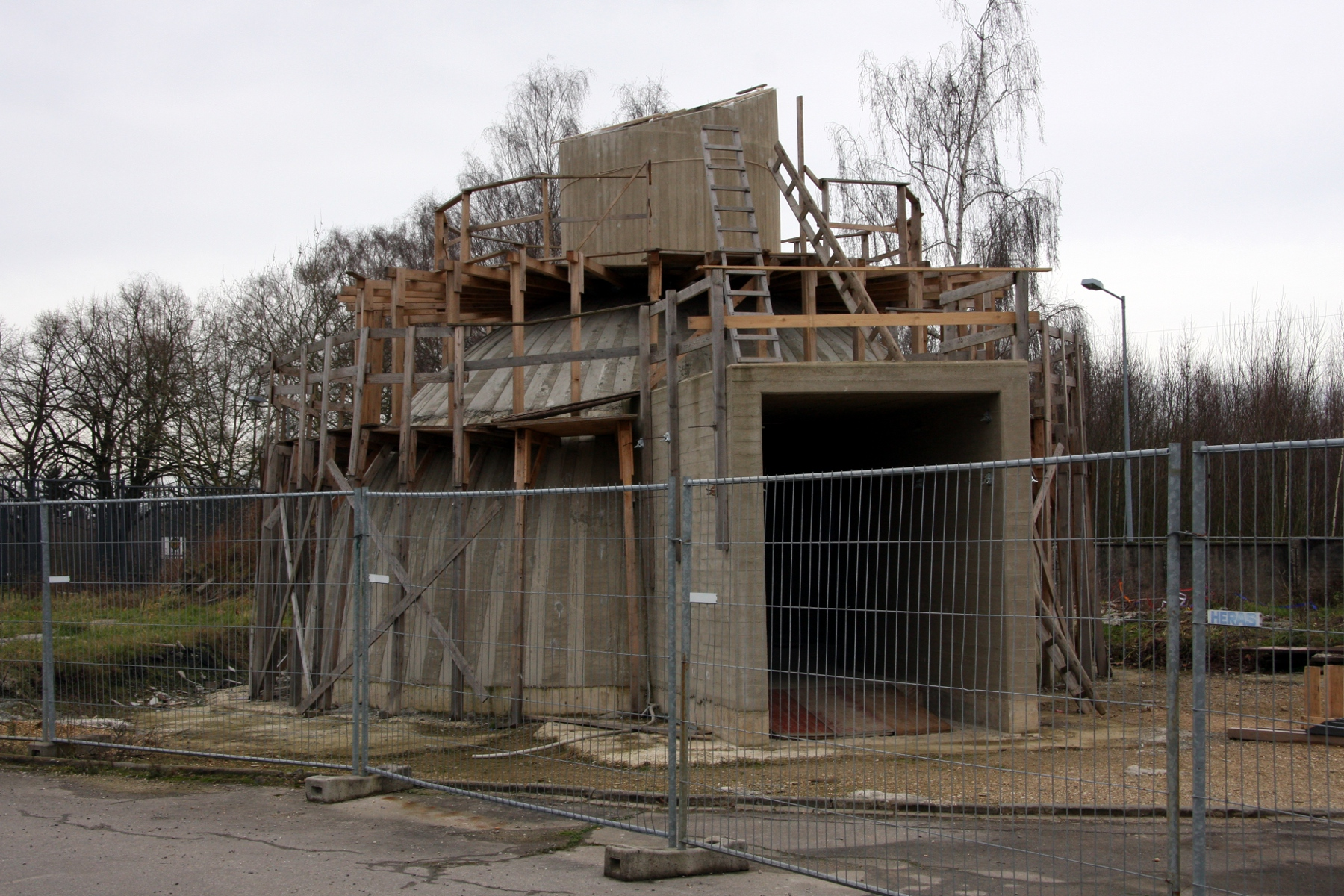
Rohbau der Barbarakapelle
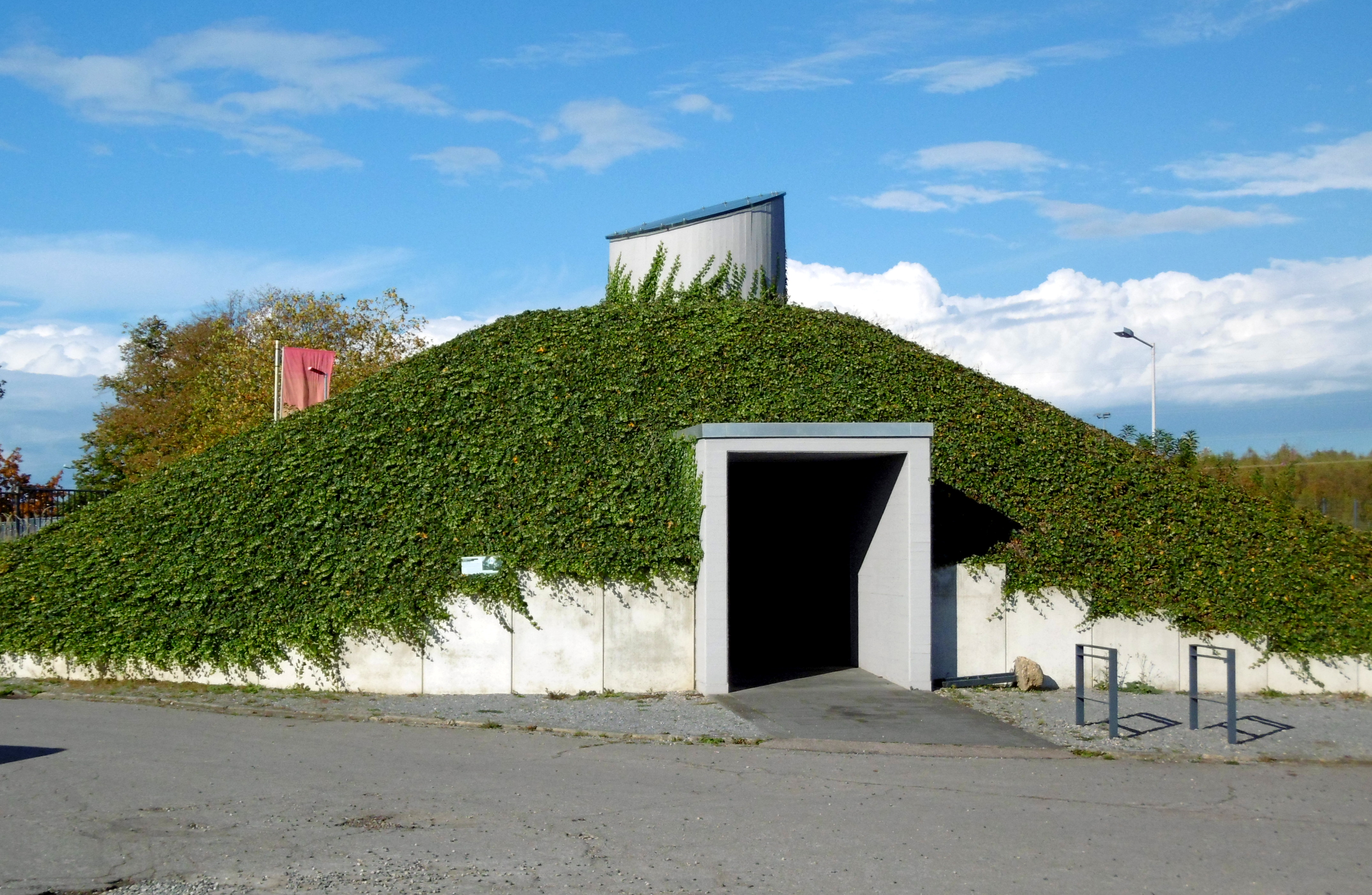
Barbarakapelle
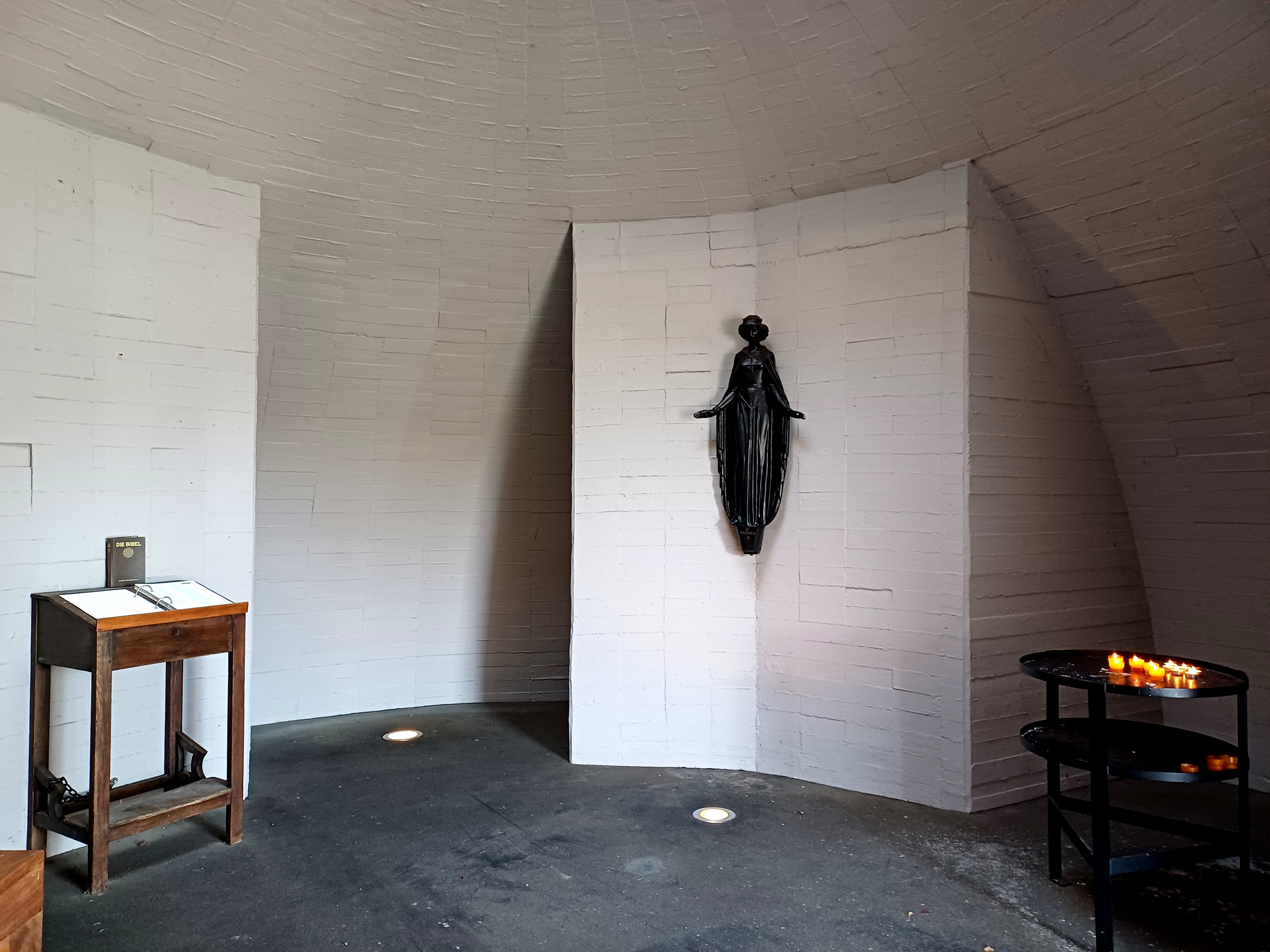
Barbarakapelle, Innenansicht
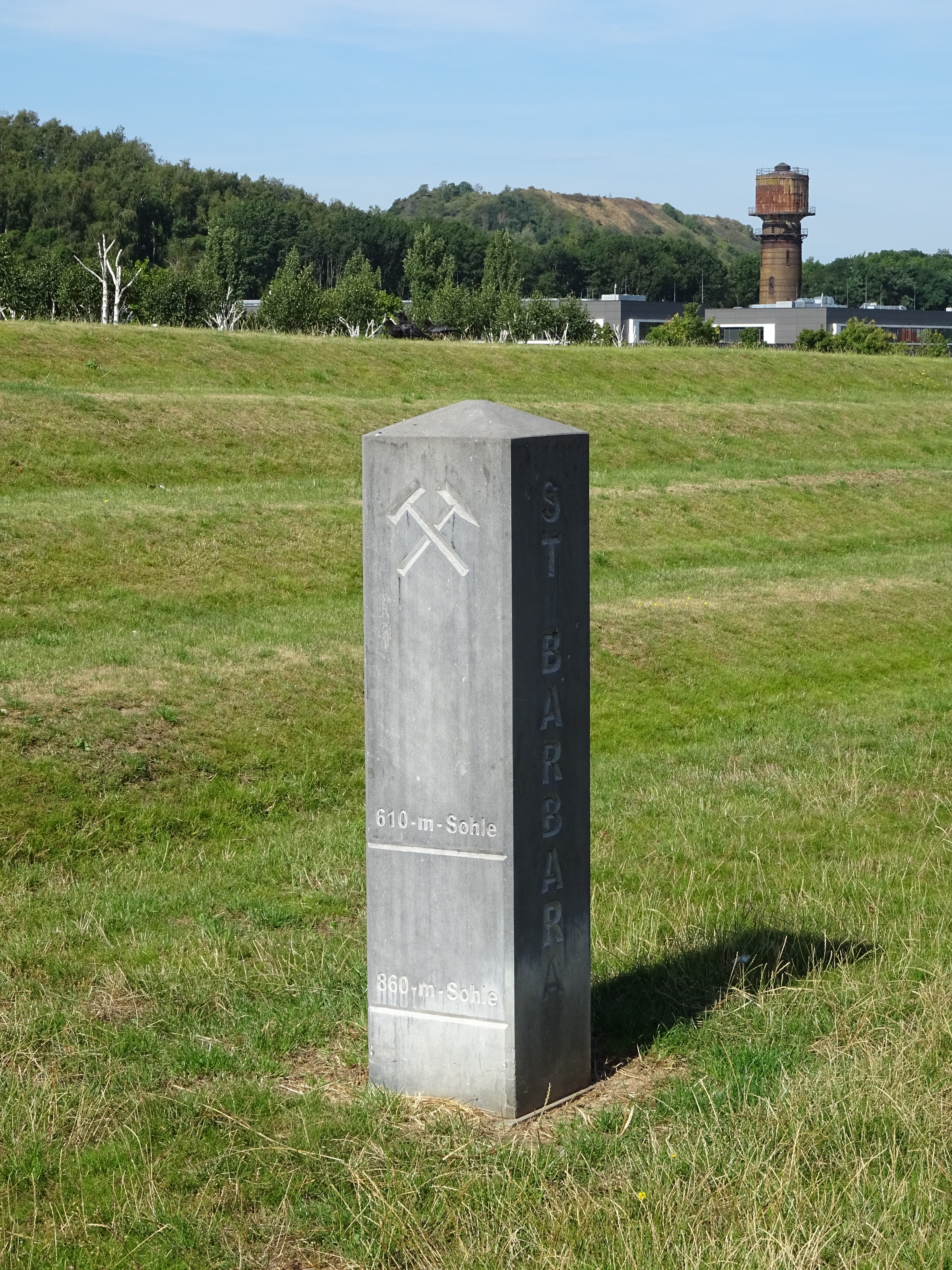
Barbarastele
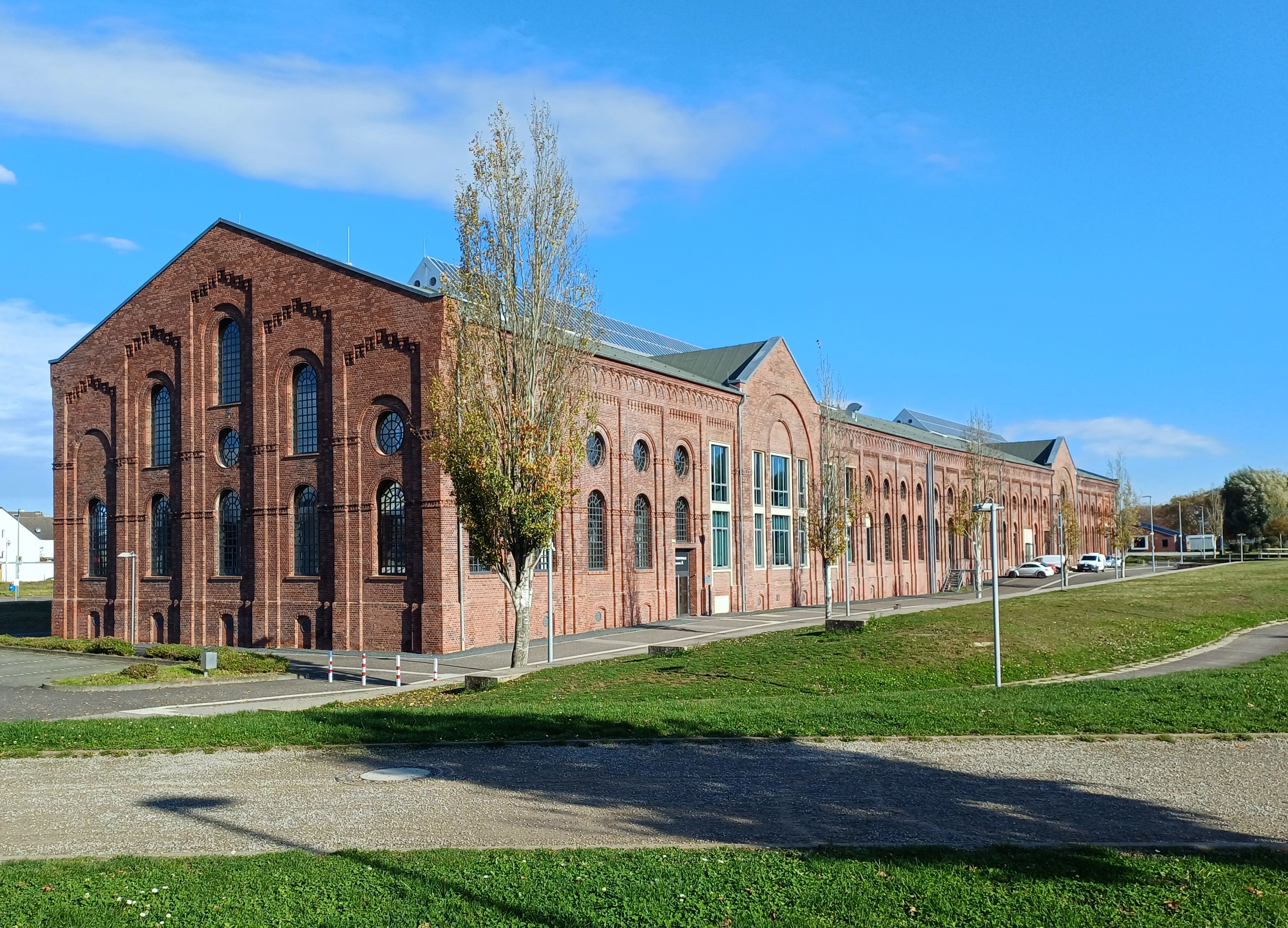
Kraftzentrale (oder Langhaus), der ehemaligen Gasturbinenhalle und späteren Elektro-Hauptwerkstatt
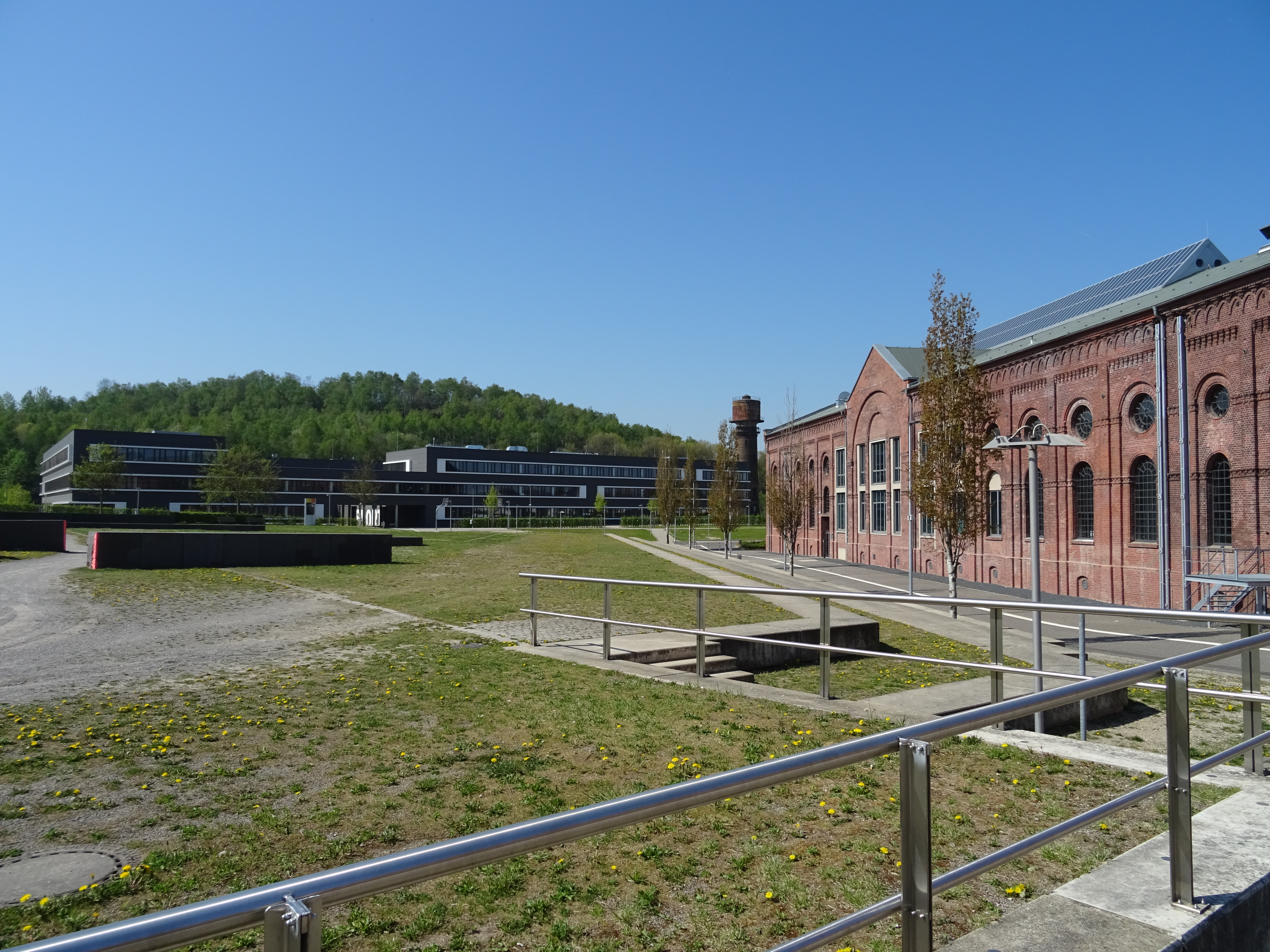
Johannes-Rau-Kultur- und Bildungszentrum (KuBiZ)
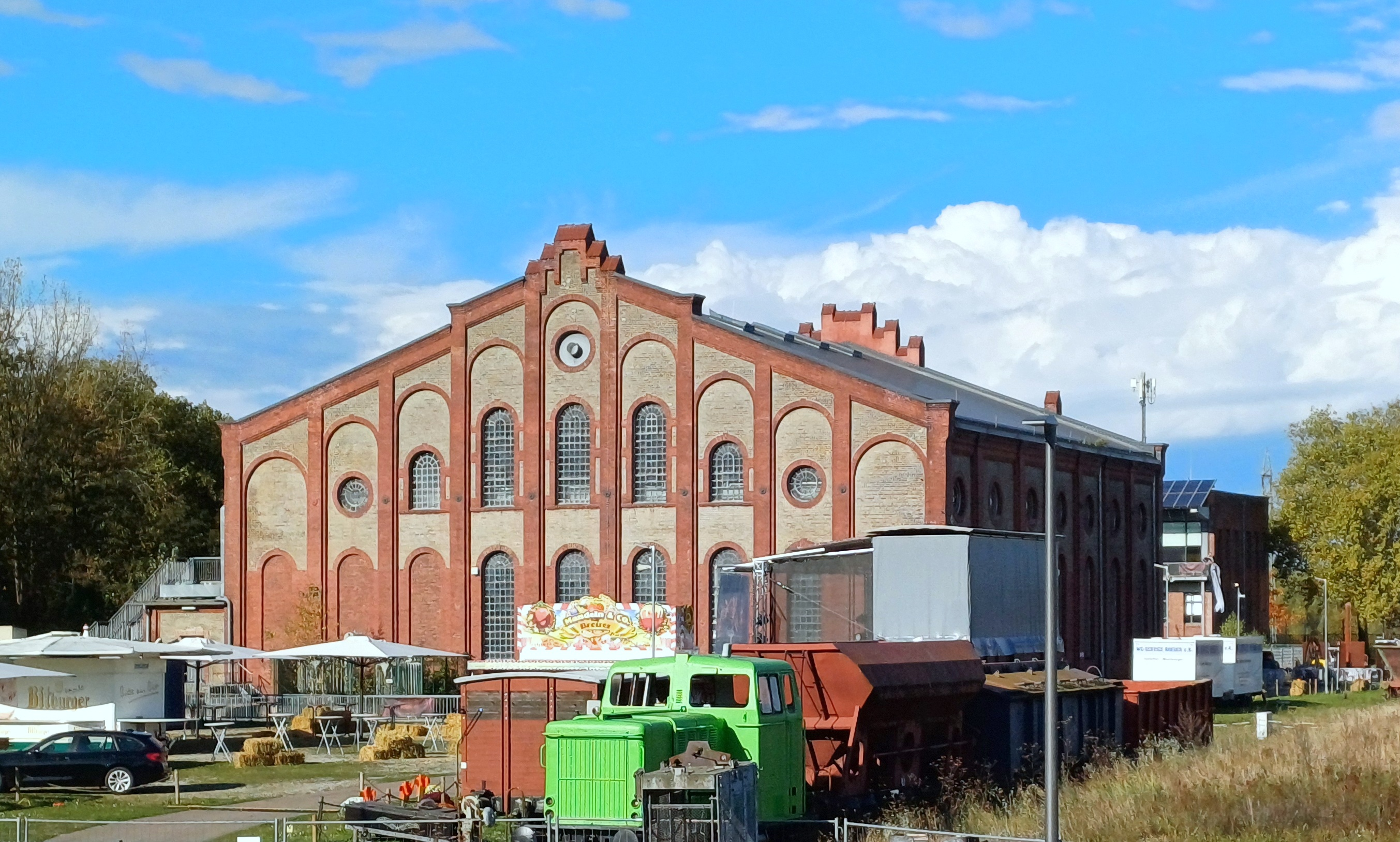
Fördermaschinenhaus Eduardschacht
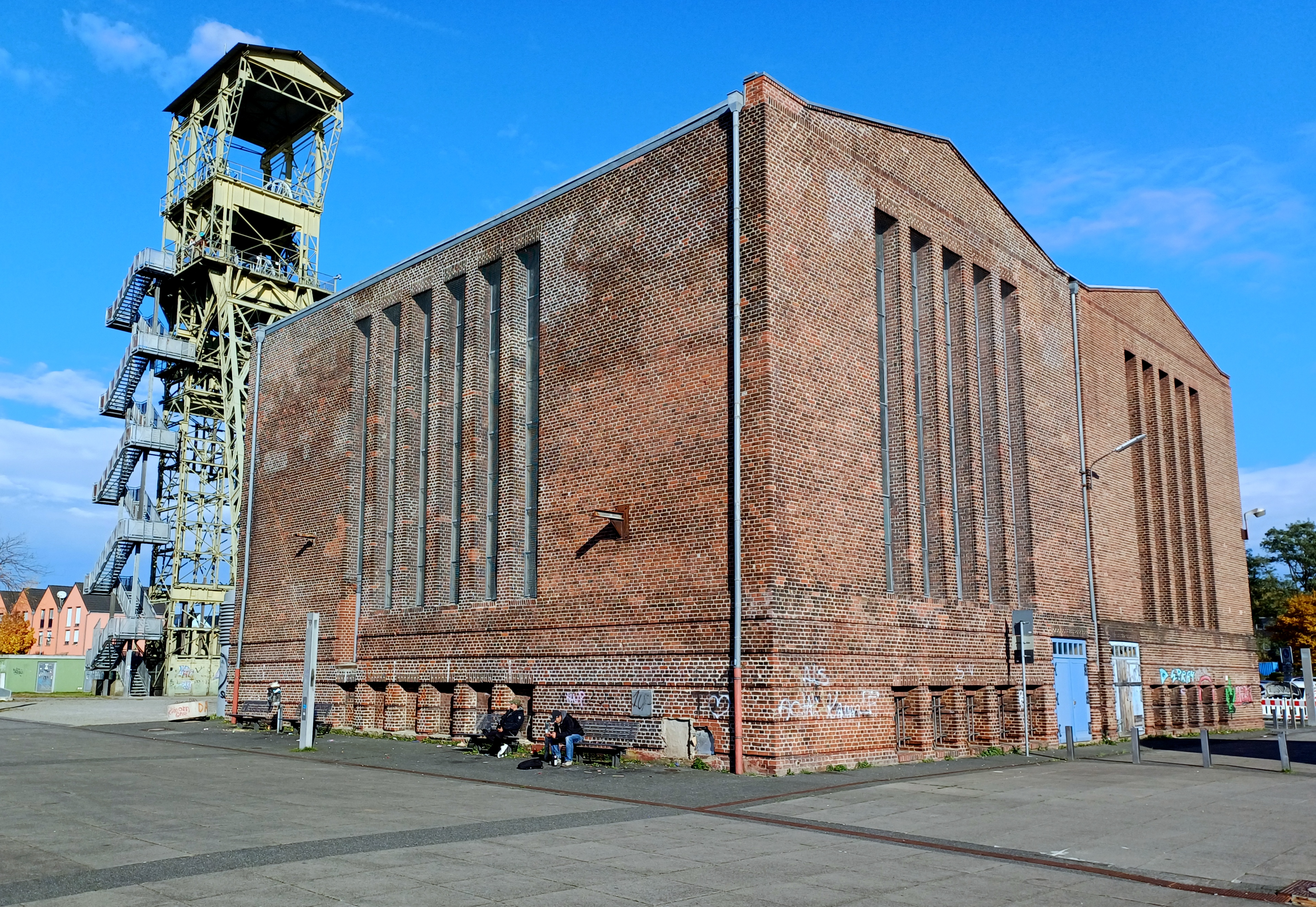
Fördermaschinenhäuser Hauptschacht
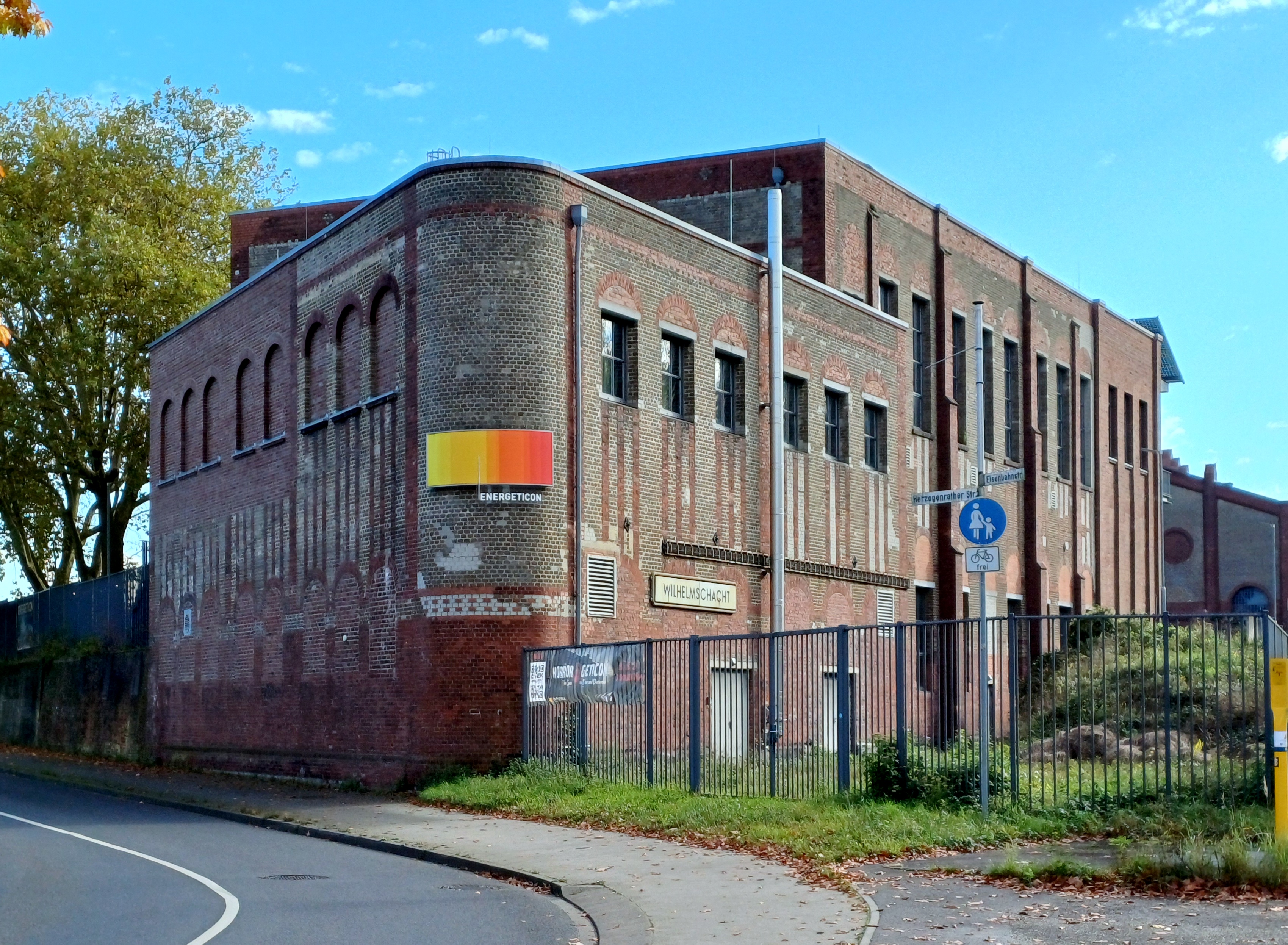
Wilhelmschacht
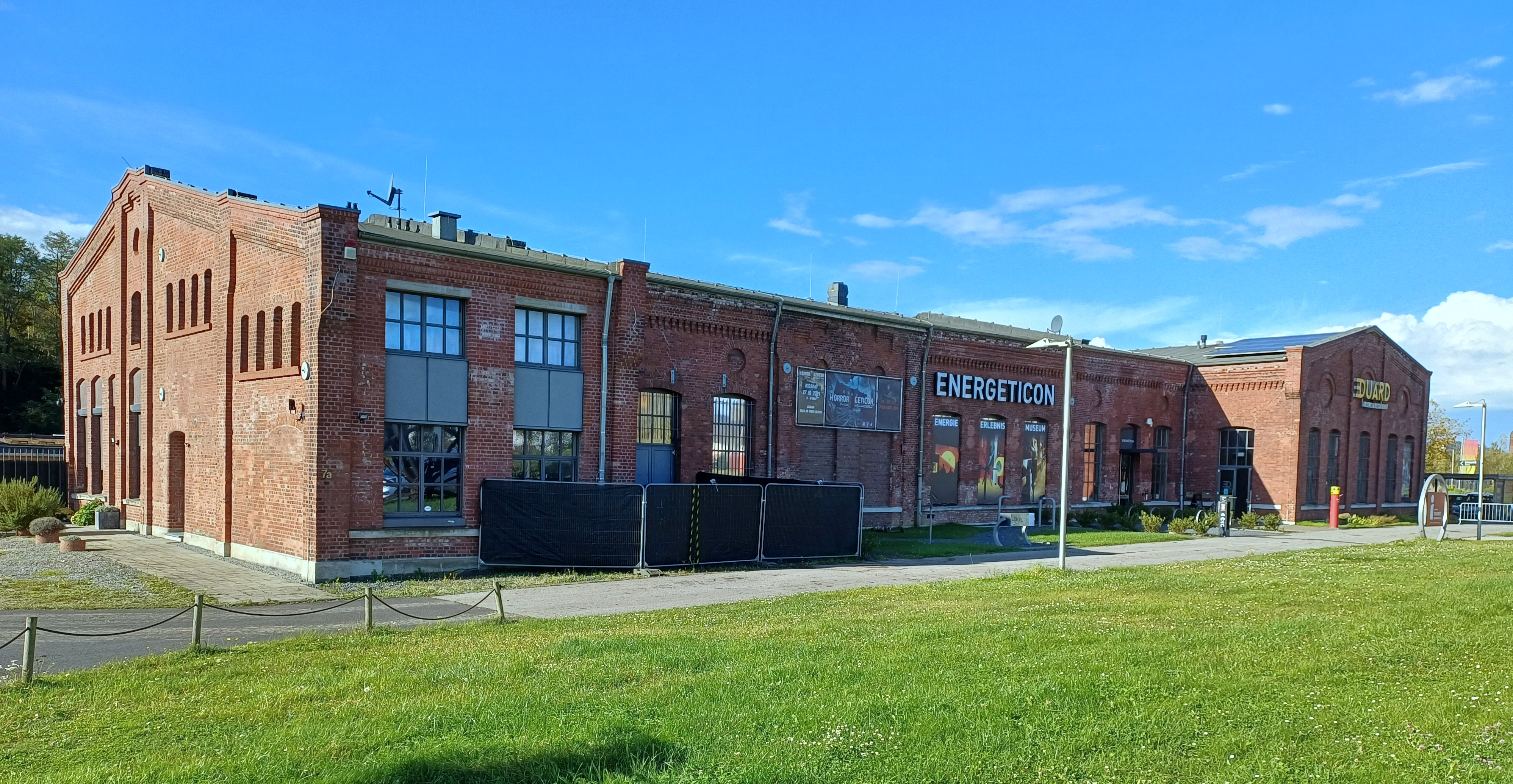
Schmiede
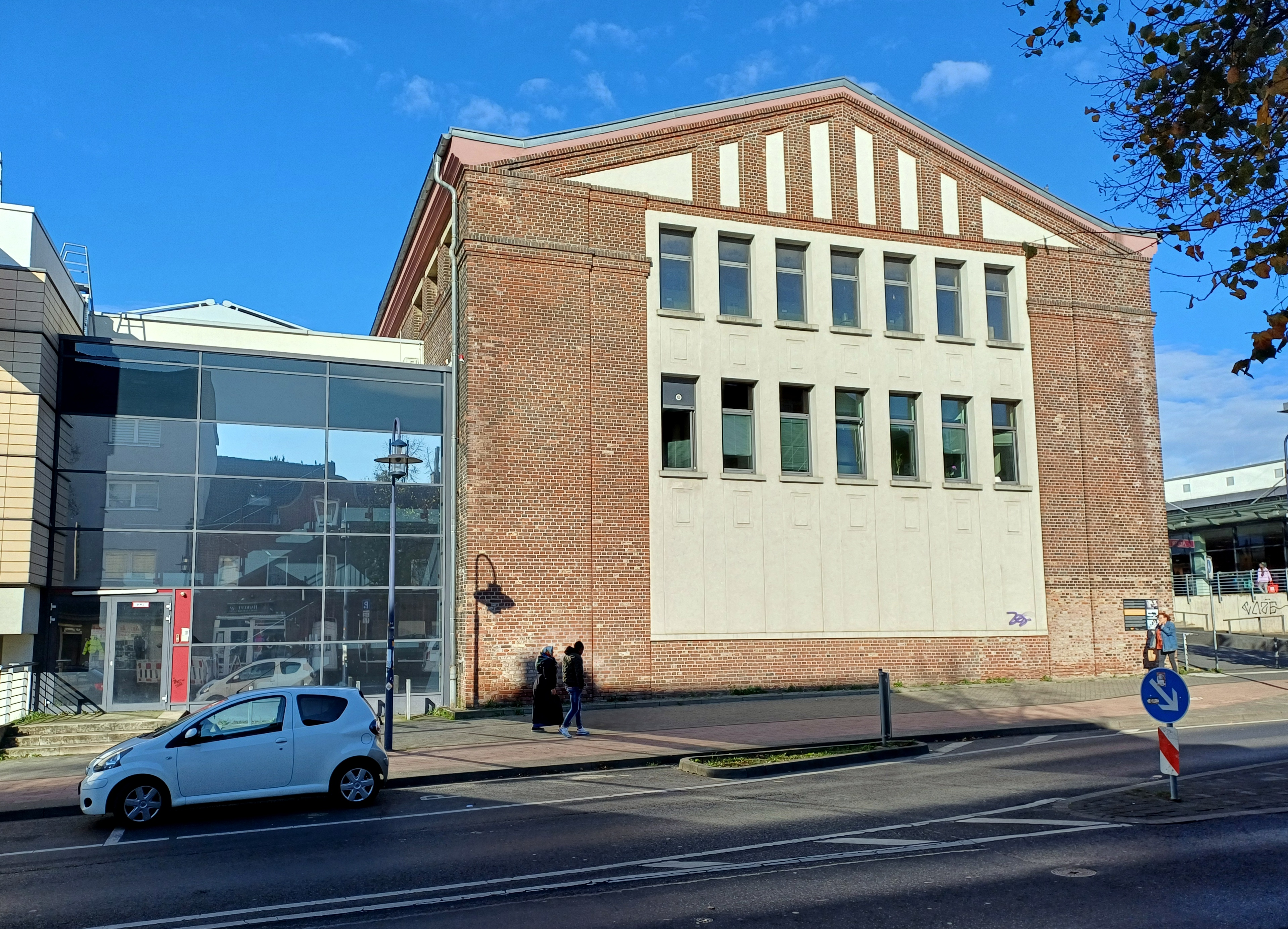
Turbinenzentrale
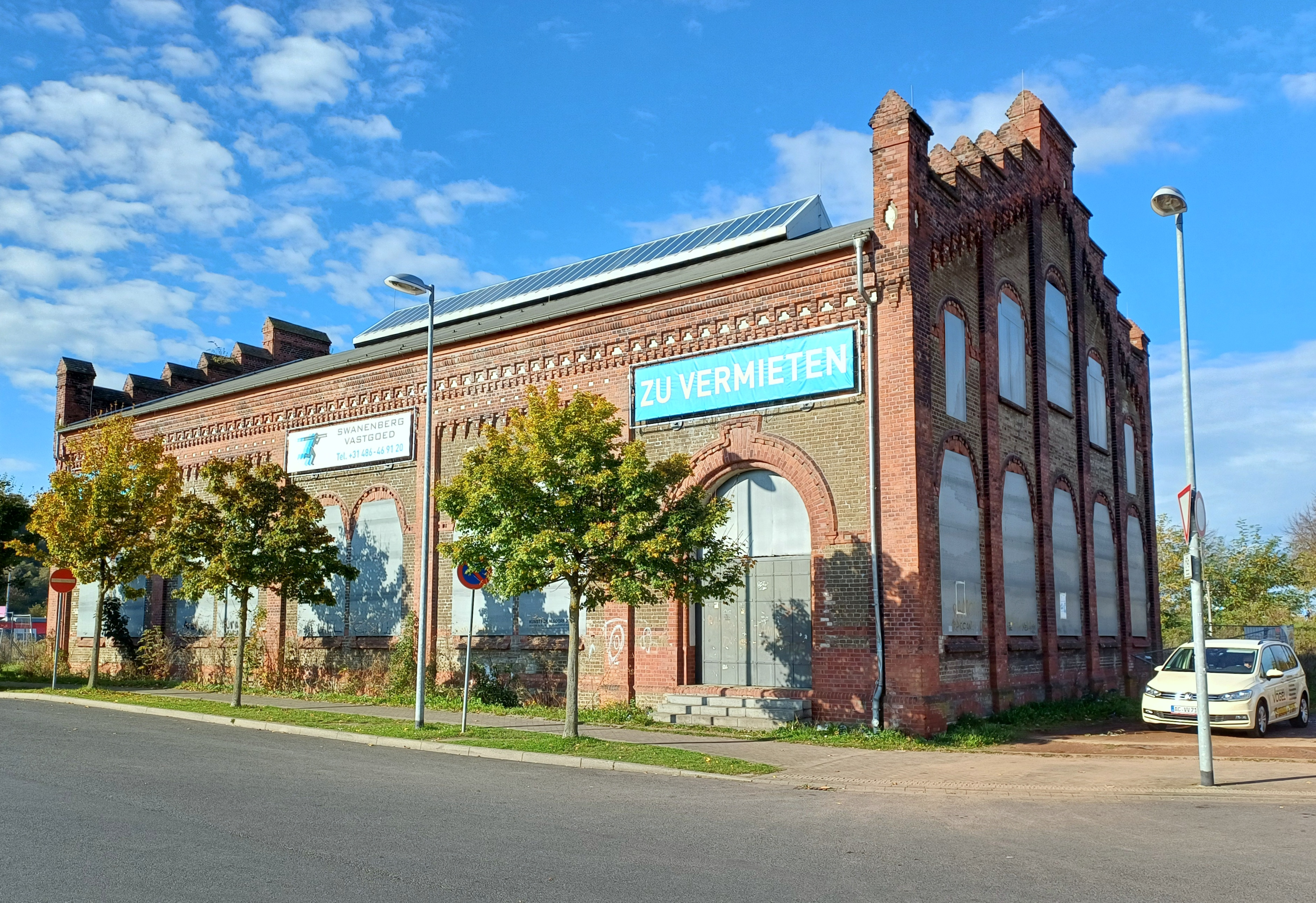
Unterstation
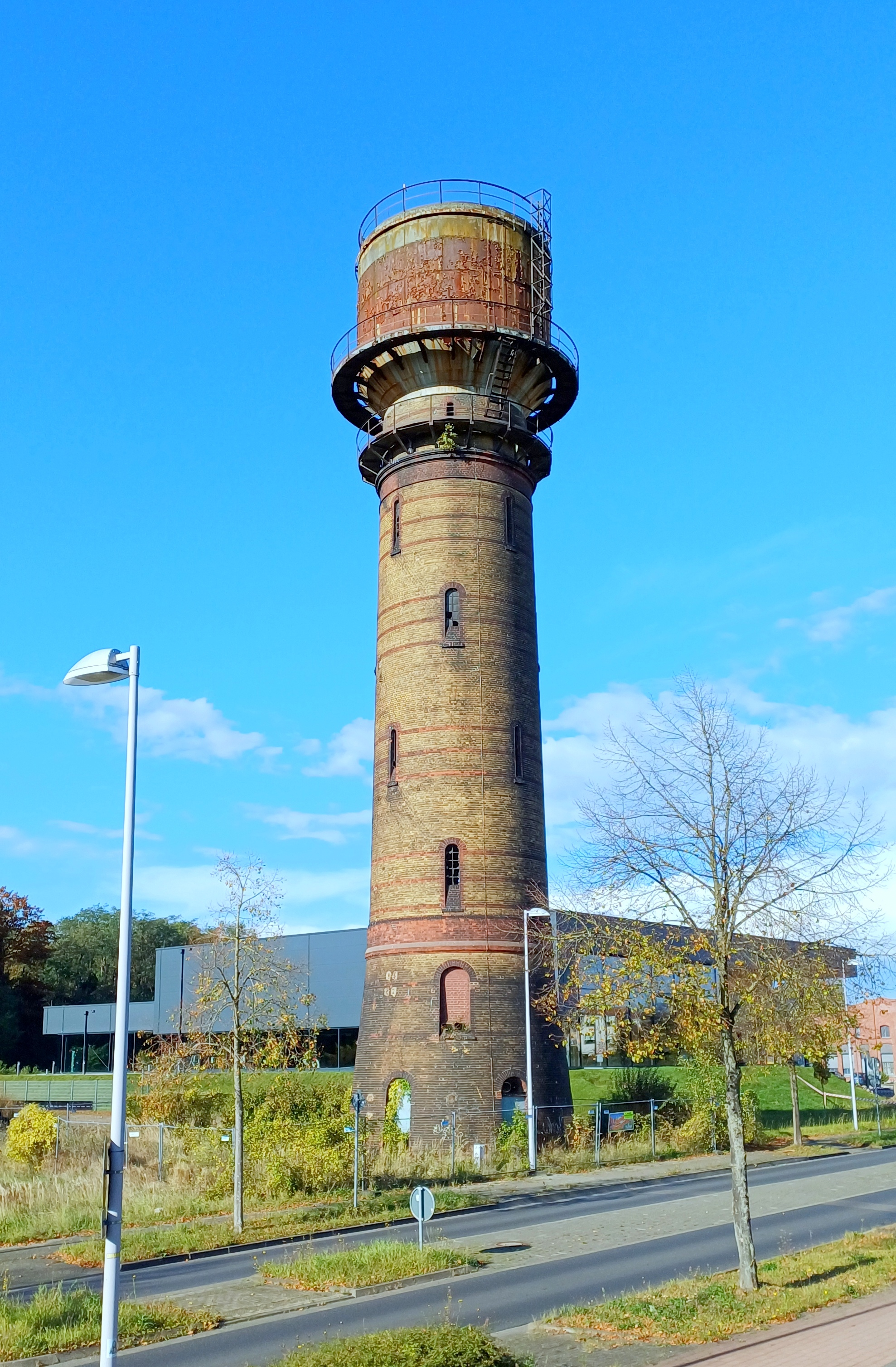
Wasserturm
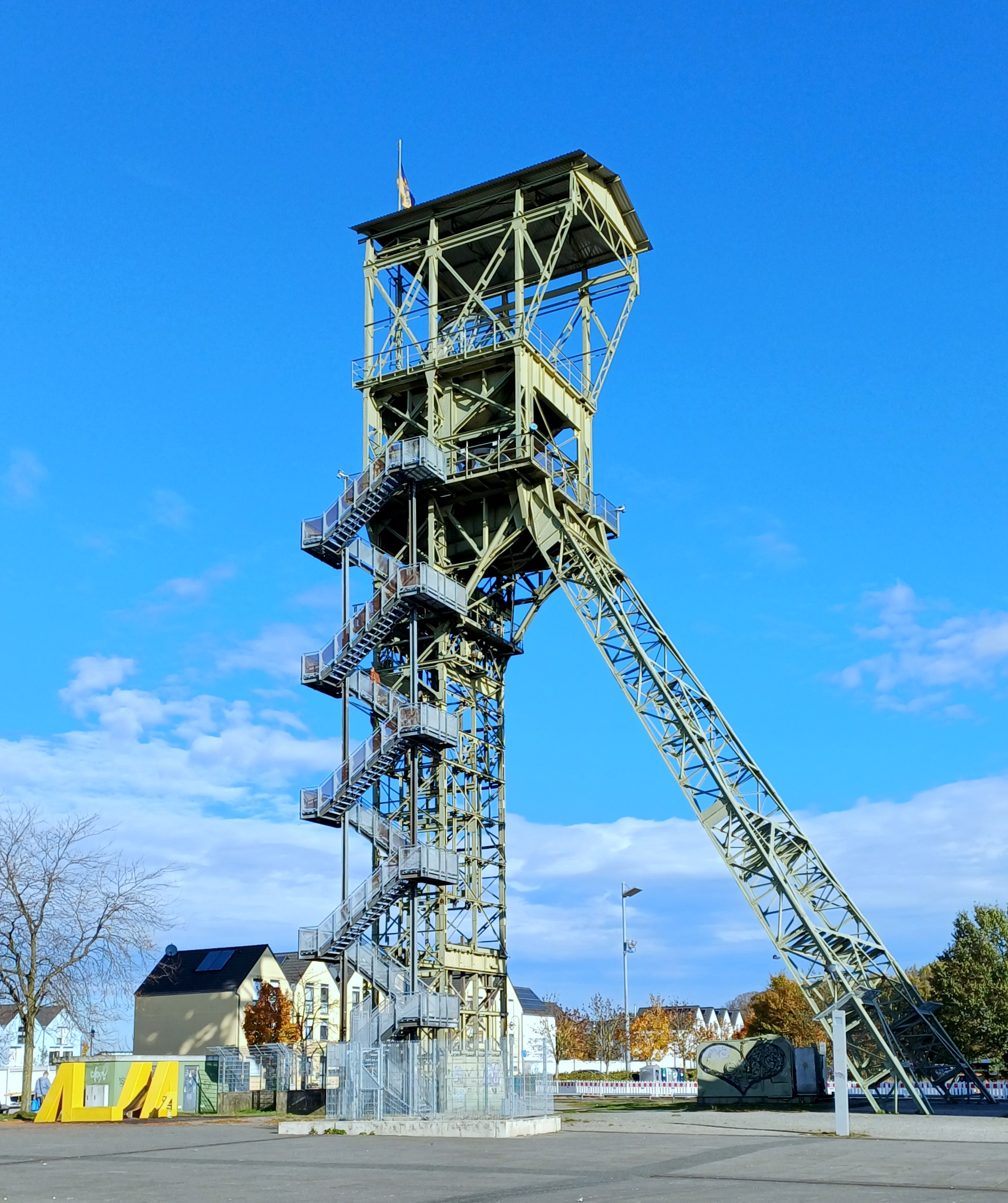
Fördergerüst Hauptschacht